# 론디포 파크
론디포 파크(LoanDepot Park)는 미국 플로리다주 마이애미에 소재한 야구장이다. 메이저 리그 팀인 마이애미 말린스의 홈 구장으로 사용되고 있다. 마이애미 오렌지 볼을 철거한 자리에 건설되었으며 2017년 메이저 리그 올스타전이 열렸다.

## 같이 보기
- 카세야 센터
- 하드록 스타디움
- 마이애미 오렌지 볼
- 아메란트 뱅크 아레나
- 마이애미 아레나